# Замок Кондор
Замок Кондор (перс. قلعه کندر) — пам'ятка в Ірані, що датується 5-7 століттями (Сельджуцька імперія). Замок розташований в остані Хорасан-Резаві, шахрестані Халілабад, бахші Шештараз, місто Кондор. Статус пам'ятки оголошено 13 серпня 2005 року під реєстраційним номером 13166 як один із об'єктів національної спадщини Ірану.

## Галерея

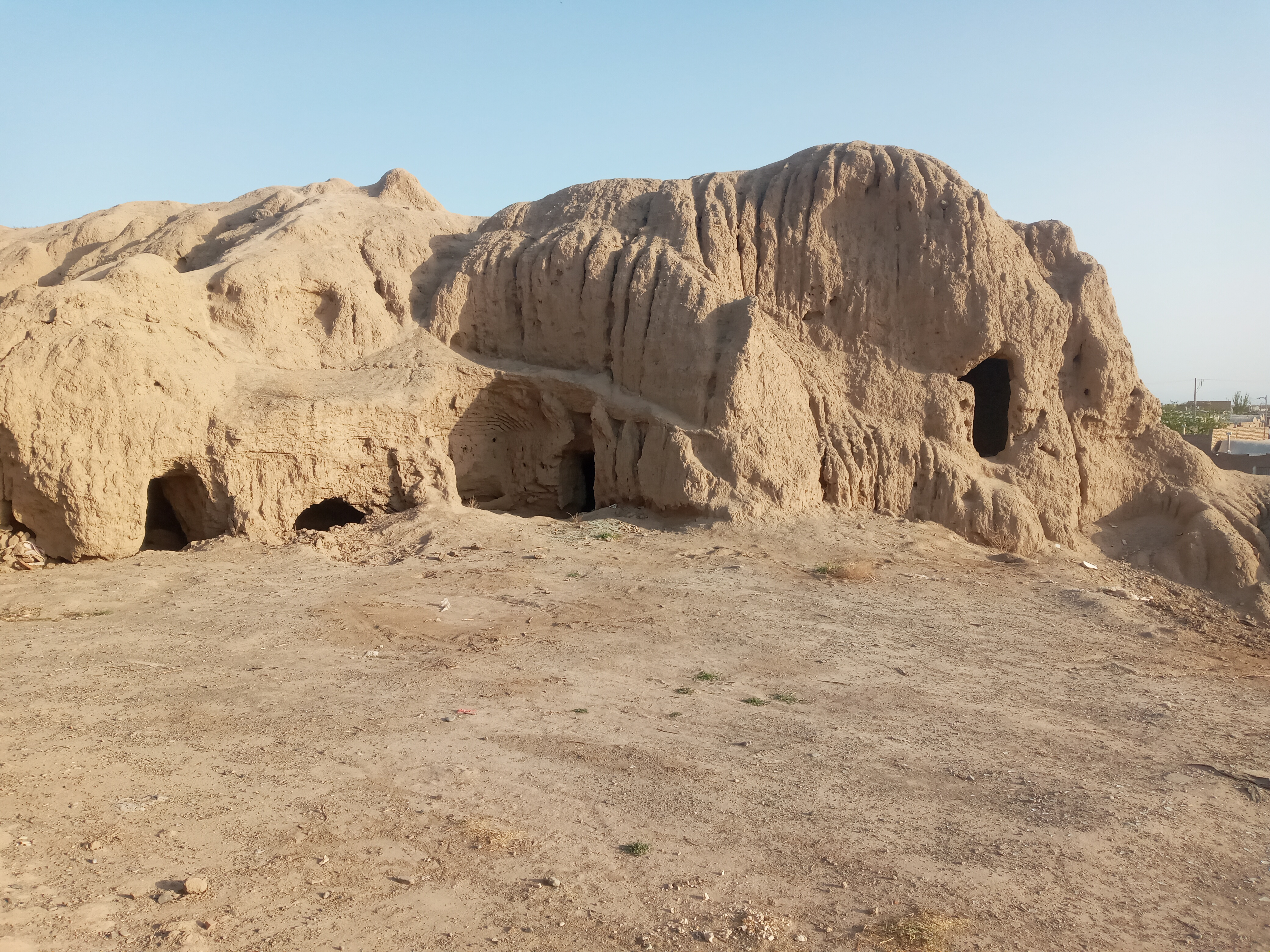
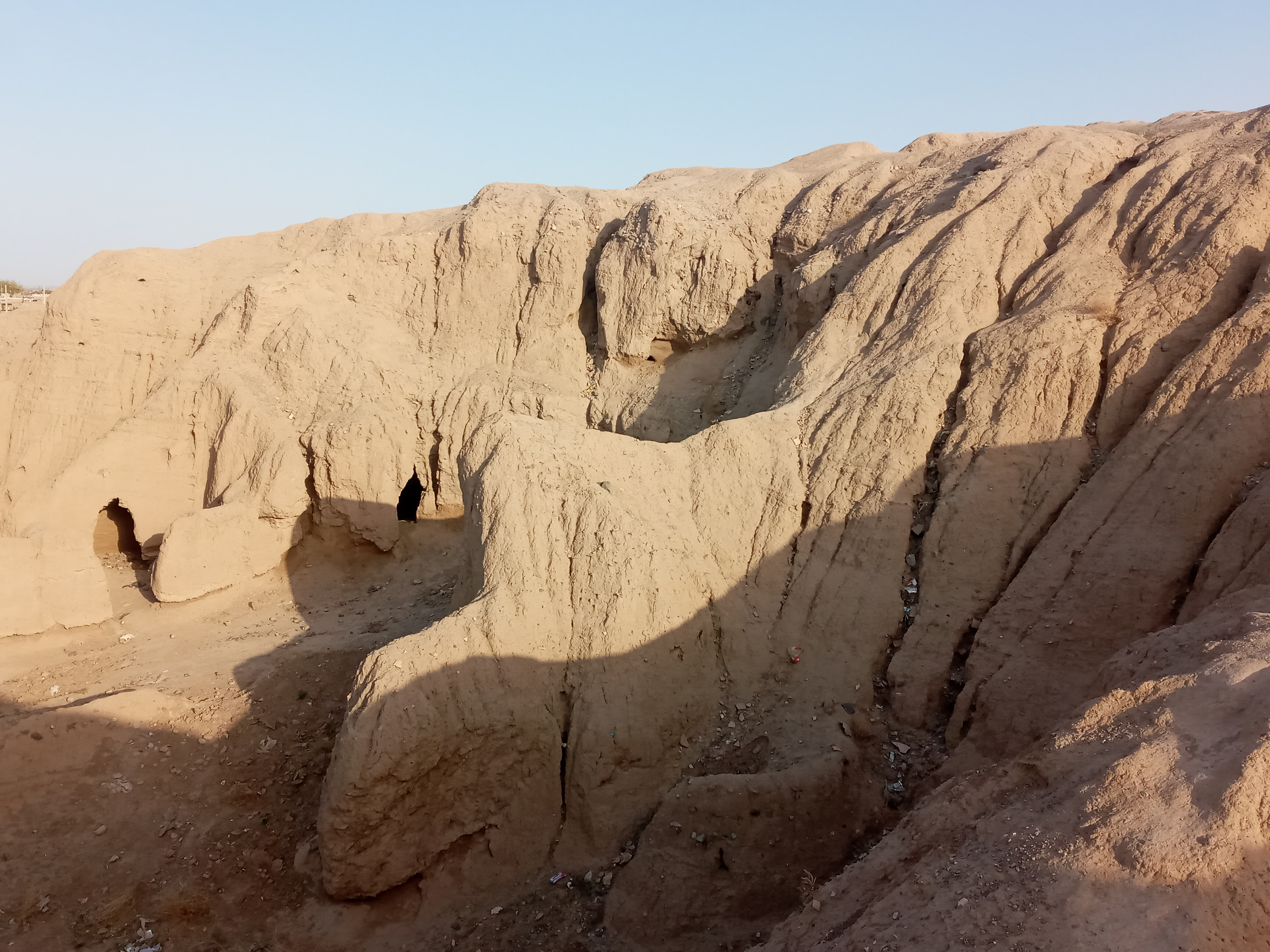
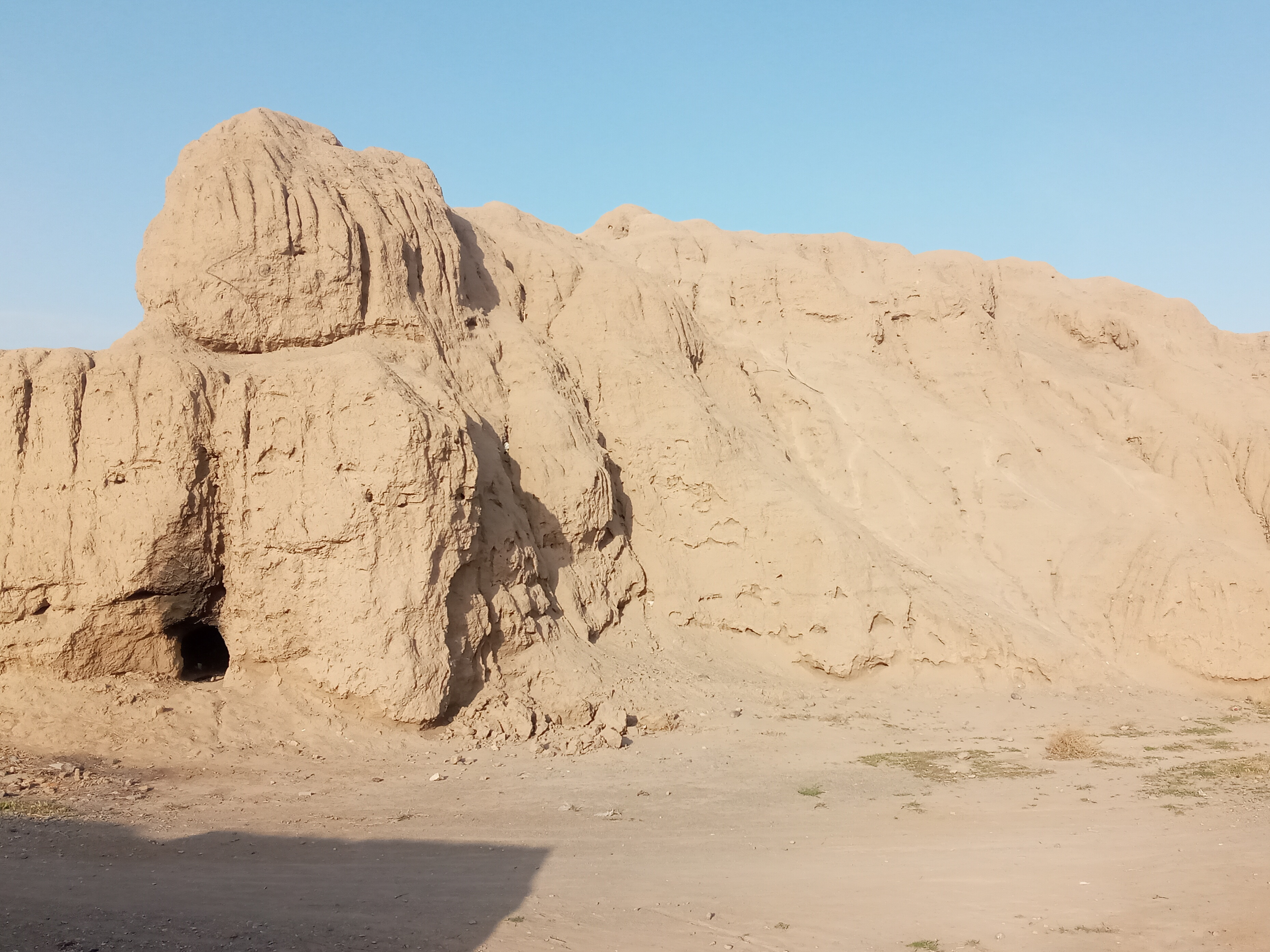
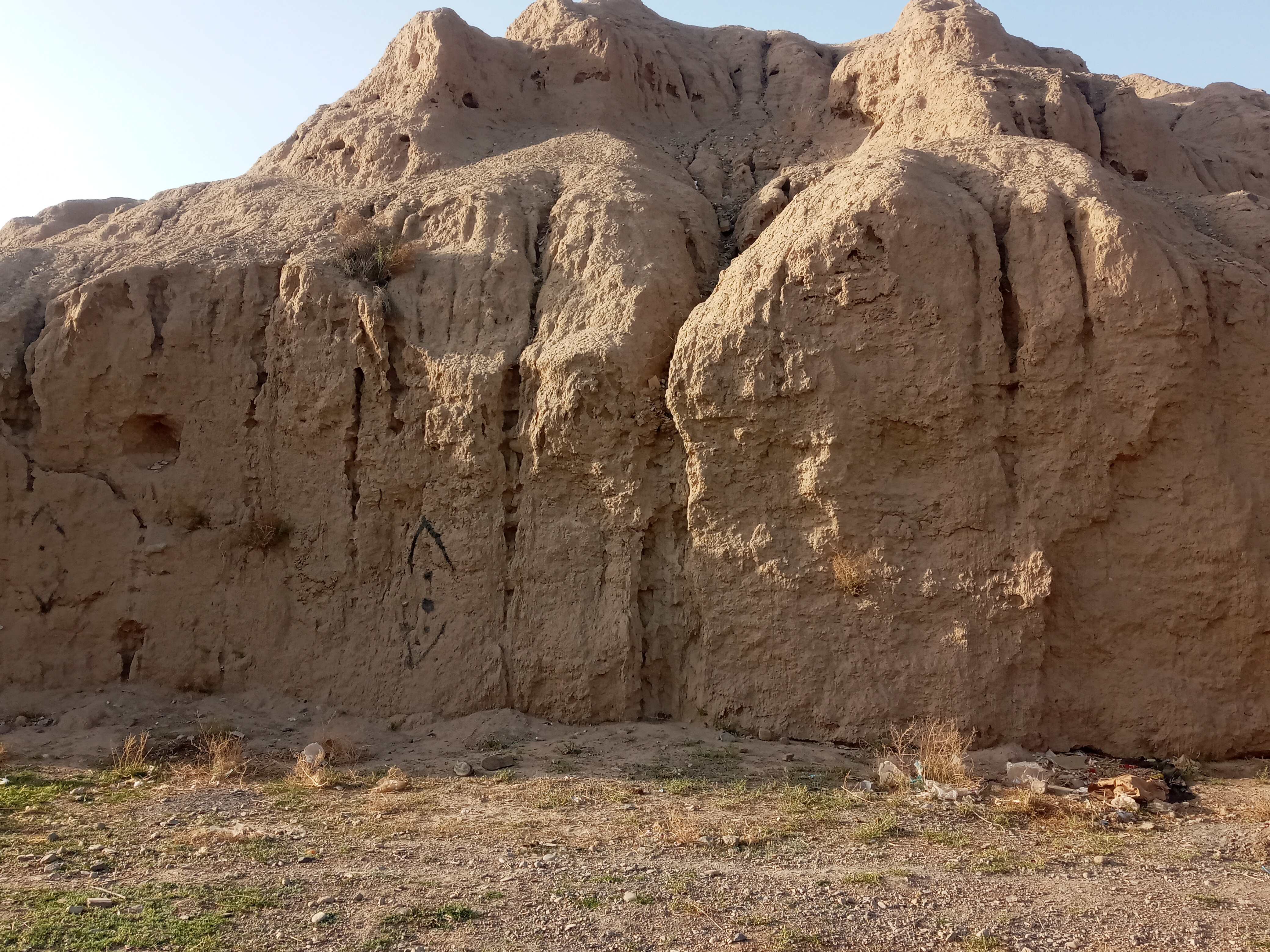
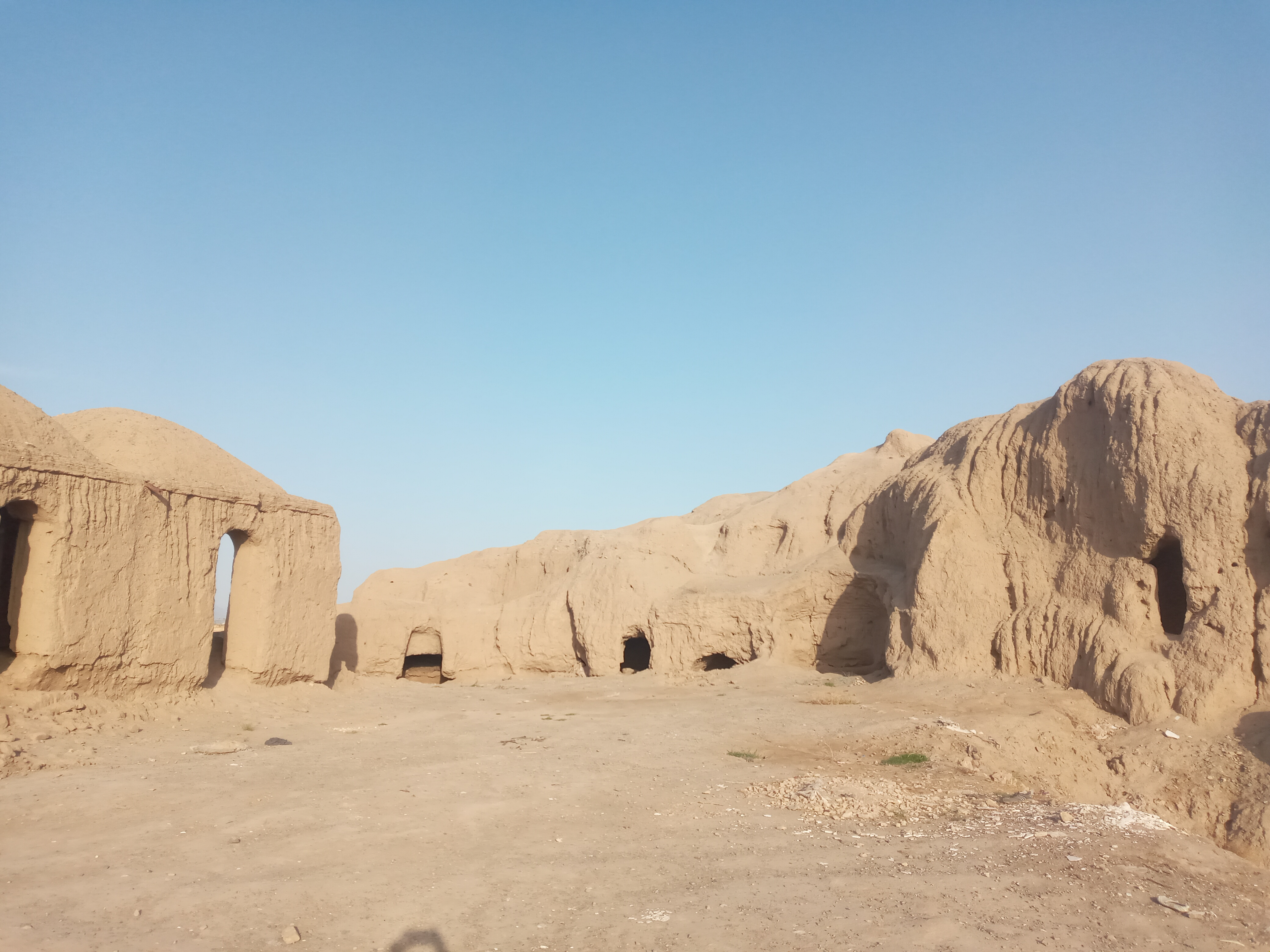
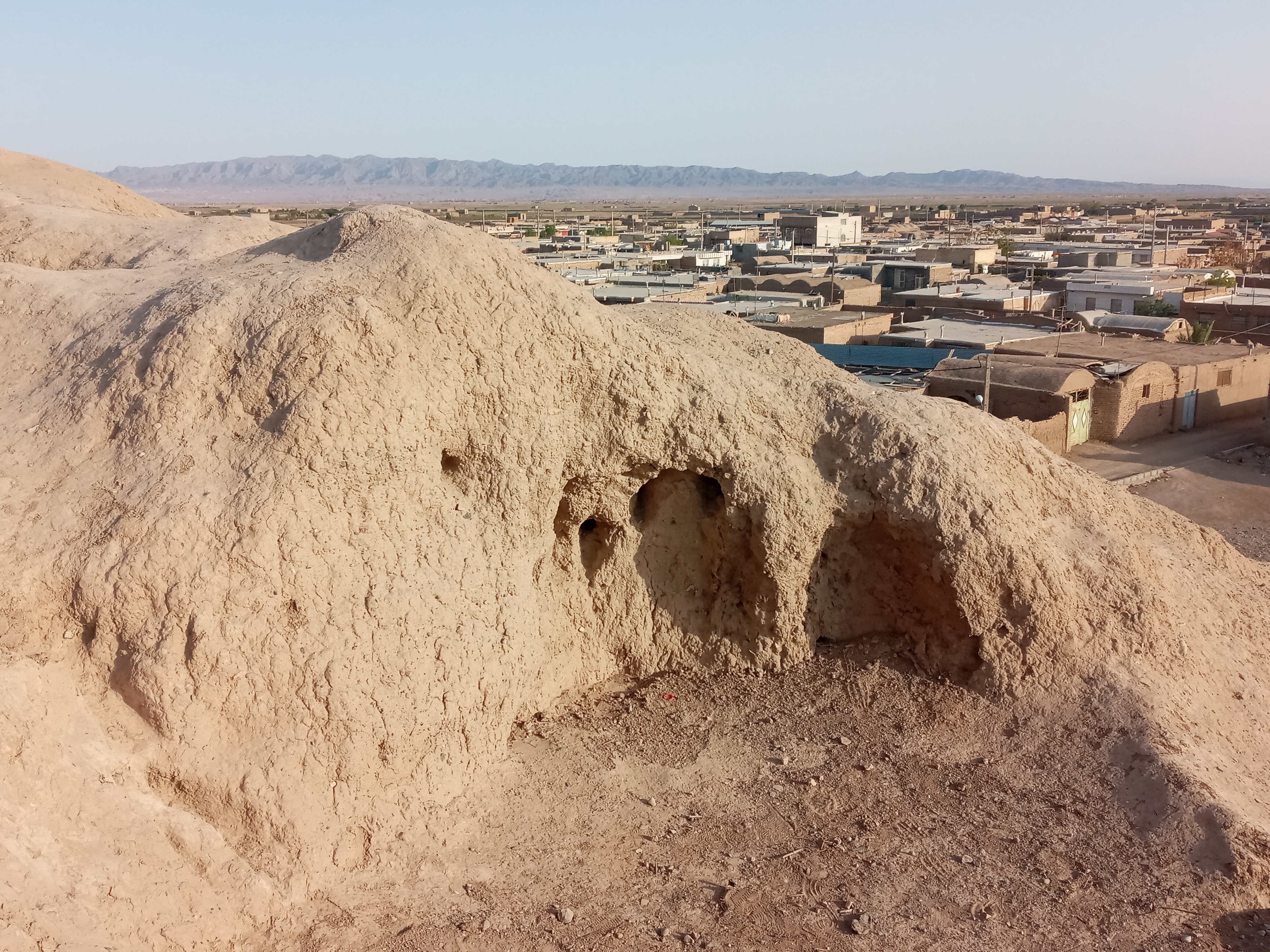
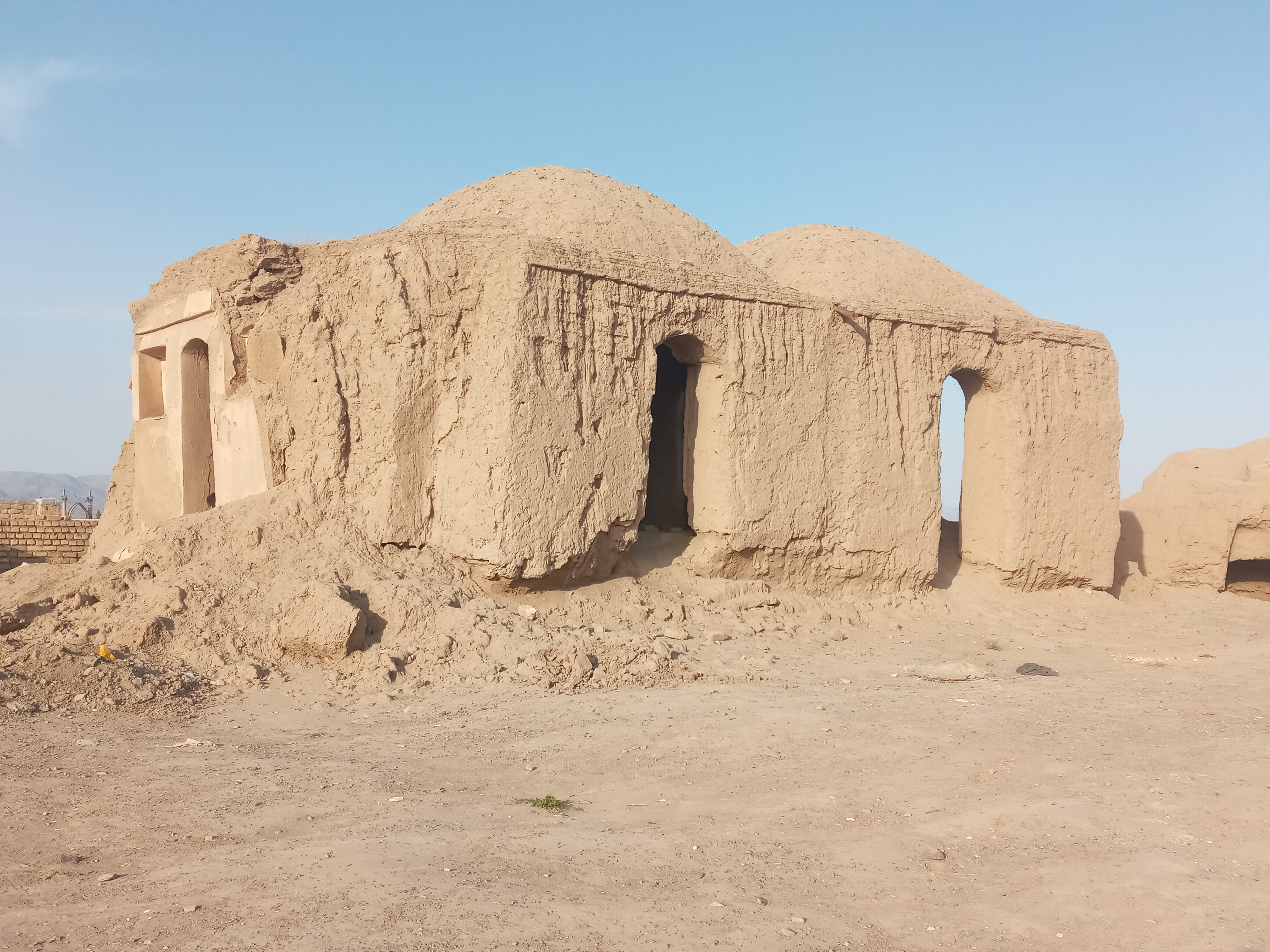
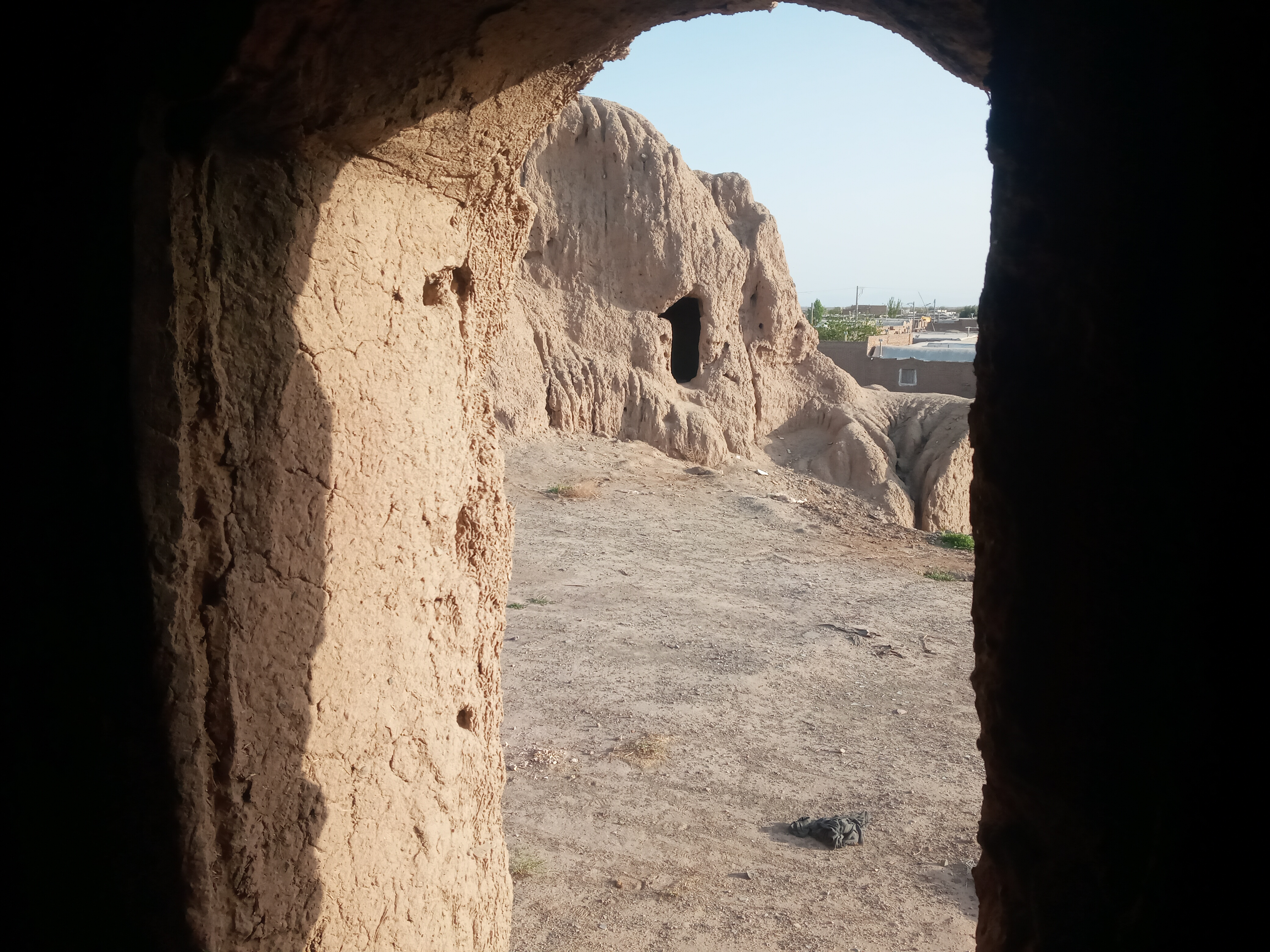